# ذوات الرؤوس الذيلية
ذوات الرؤوس الذيلية (الاسم العلمي: Karauridae)، هي فصيلة منقرضة من البرمائيات الشبيهة بالسمندل التي عاشت من العصر الجوراسي الأوسط إلى العصر الجوراسي المتأخر في آسيا الوسطى (كازاخستان وقيرغيزستان). بعض أنواعها هي من أقدم السمادل المعروفة.